# Nu Arietis
Désignations
Nu Arietis (en abrégé ν Ari) est une étoile de la constellation du Bélier. Elle est faiblement visible à l'œil nu avec une magnitude apparente de +5,43. Sur la base d'un décalage annuel de la parallaxe de 9,68 mas, elle se situe à environ 340 années-lumière du Soleil. Elle s'éloigne du Système solaire avec une vitesse radiale de +8 km/s.
Nu Arietis est une étoile blanche de la séquence principale de type spectral A7V. Elle a une masse estimée à 2,4 fois celle du Soleil et environ 1,8 fois son rayon. Elle rayonne 63,5 fois la luminosité du Soleil et sa température effective est d'environ 8 000 K. Un compagnon proche a été découvert en 2016 à l'aide de la méthode de détection spectrale directe.